# Paio Fernandes
Paio Fernandes (1100 -?) foi um nobre e Cavaleiro medieval do Reino de Portugal. Foi o 2.º senhor de Ferreira de Aves, freguesia do concelho de Sátão, com confirmação passada pelo rei D. Afonso I de Portugal, que Paio Fernandes acompanhou como cavaleiro na Batalha de Ourique.

## Relações familiares
Foi filho de Fernão Geremias e de Mór Soares. Casou com Teresa Pires (1100 -?) de quem teve:
1. Pero Pais (1170 -?) casou com Teresa Ramires da Cunha (1180 -?), filha de Rui Gonçalves Camelo e de Urraca Nunes.